# 1535 Пяйянне
1535 Пяйянне (1535 Päijänne) — астероїд головного поясу, відкритий 9 вересня 1939 року.
Тіссеранів параметр щодо Юпітера — 3,168.
Названо на честь озера Пяйянне у Фінляндії.